# Ratholz
Ratholz ist ein Dorf im Konstanzer Tal und ein Gemeindeteil von Immenstadt im Allgäu im Landkreis Oberallgäu, es liegt am westlichen Ende des Großen Alpsees.

## Geschichte
Ratholz gehörte bis 1971 zusammen mit den Alpsee-Siedlungen Alpseewies, Hochreute, Trieblings, Reuter, Hintersee, Rieder, Sange, Gschwend, Hub, See und Zaumberg zur politischen Gemeinde Bühl am Alpsee. Im Januar 1972 wurde Ratholz mit Bühl im Zuge der Gebietsreform in Bayern nach Immenstadt eingemeindet.
Die Bundesstraße 308 tangiert Ratholz im Süden. Bis 1983 hatte Ratholz eine eigene Haltestation an der im Norden verlaufenden Bahnstrecke Buchloe–Lindau. Bis dahin hielten dort an Werktagen noch über 20 Züge.

## Wanderungen und Sport

### Im Sommer
- Über die Thaler Höhe nach Oberstaufen: Ausgangspunkt Gemeindehaus – Straße Richtung Bahnlinie (Bleichgut) – weiter Richtung Reuter – In Kehren (Straße) hinauf über die Hohenschwand Alpe auf die Thaler Höhe (1.039 m) – entweder zuerst nach rechts (Alpseeblick) und den Ausblick nach den Großen Alpsee genießen oder sofort Richtung Westen laufen – über die Thaler Höhe und die Salmaser Höhe gemütlich Richtung Oberstaufen – Rückfahrt ab Bahnhof Oberstaufen mit dem Bus zurück nach Ratholz (Dauer der Wanderung ca. 4 h, keine besonderen Anforderung, festes Schuhwerk erforderlich)
- Richtung Allgäuer Nagelfluh-Schichtkämme (Prodelkamm): Ausgangspunkt Gemeindehaus oder Parkplatz Alpsee-Coaster – über Serpentinen der Eckhalde hinauf Richtung Alpe Bärenfalle (1.100 m) – ostwärts weiter Richtung Gschwender Horn (1.450 m) und Kemptener Naturfreundehaus (1.450 m) (gemütliche Halbtagestour, festes Schuhwerk dringend erforderlich)
- Rundweg um den Großen Alpsee: Ausgangspunkt Gemeindehaus – die Alpenstraße (B 308) unterqueren – links halten und der Beschilderung Rundweg um den Großen Alpsee folgen – oberhalb der Straße führt der Weg über Wiesen und den sogenannten Stadtwald an Hintersee vorbei Richtung Gschwend – von dort weiter auf der Asphaltstraße durch Rieder hinunter nach Bühl am Alpsee – in Bühl Richtung Hafen weiter auf die Promenade – von dort immer direkt am Alpsee entlang, Richtung Trieblings und zurück zum Ausgangspunkt (Halbtagestour, ca. 11 km, festes Schuhwerk erforderlich)
- Von der Alpen Bärenfalle auf der Eckhalde startet der so genannte Alpseecoaster, eine Ganzjahres-Rodelbahn auf Schienensystem mit der Geschwindigkeiten von bis zu 40 km/h möglich sind. Sie gilt mit 2,8 Kilometer als längste Ganzjahres-Rodelbahn in Deutschland. In unmittelbarer Nähe zur Berghütte „Bärenfalle“ befindet sich außerdem ein Kletterwald. Dieser trägt den Titel größter Hochseilgarten Bayerns.

### Im Winter
- Ratholz ist der Ausgangspunkt der 50 km langen Fernwanderloipe Vom Alpsee zum Waldsee Richtung Lindenberg. Sie ist nur bei sehr guter Schneelage gespurt.
- Skifahrer kamen in Ratholz bis 2016 auch auf ihre Kosten: Die Alpe Bärenfalle war Ausgangspunkt für den Wintersport. Schlepplifte und Sesselbahn boten sowohl dem Anfänger als auch dem Profi ideale Skibedingungen. Lediglich die ehemalige Talabfahrt wird seit 2016 noch präpariert, sodass diese mit Schlitten befahren werden kann.

## Kapelle St. Martin

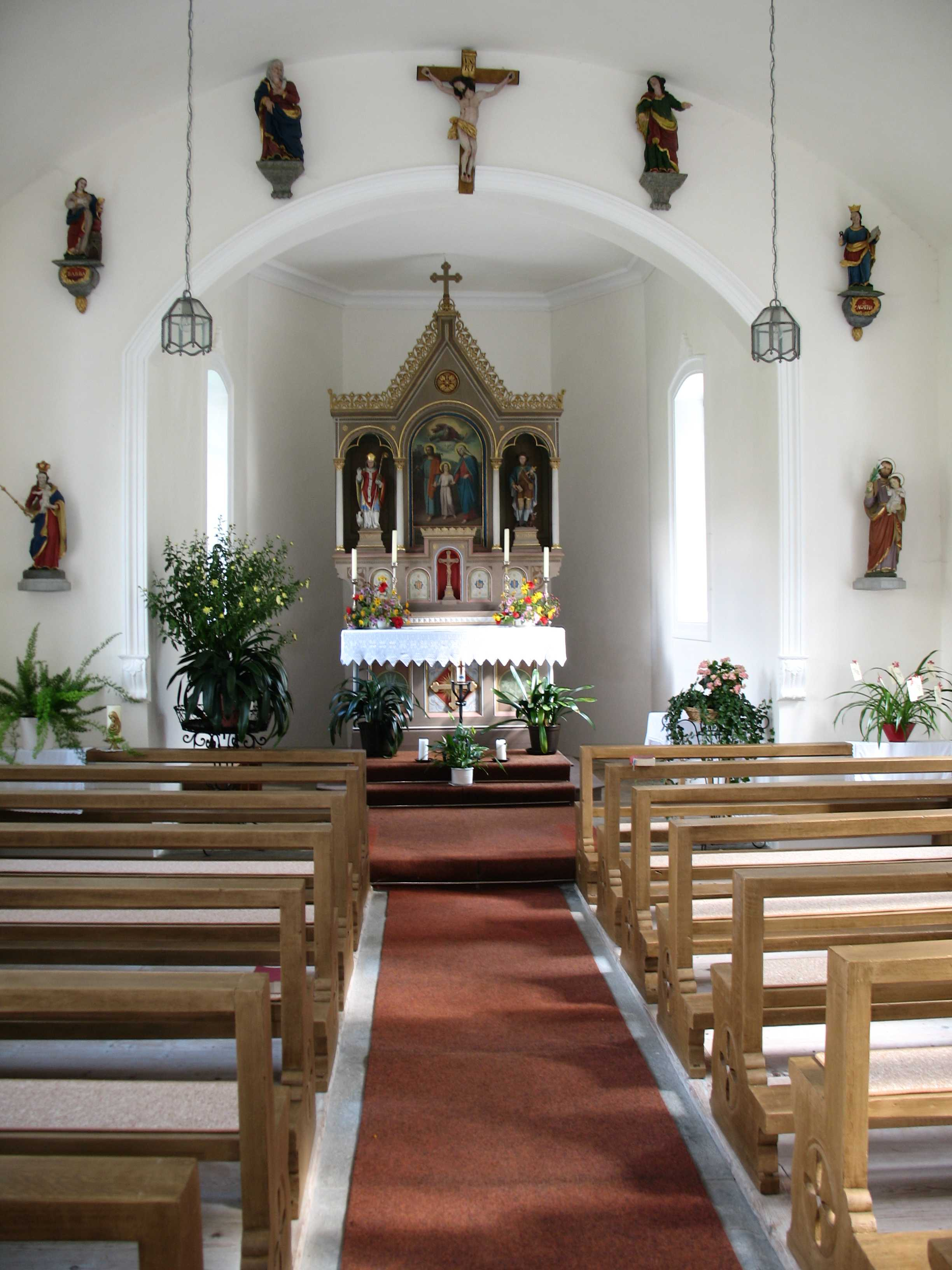
Kapelle St. Martin

Die Kapelle St. Martin ist einziges Baudenkmal des Ortes. Nachdem die Pläne des Thalkirchdorfer Zimmermeisters Joseph Anton Keck genehmigt waren, wurde sie im Sommer 1871 unter dessen Leitung auf eigene Kosten der Bevölkerung ausgeführt. Im Herbst wartete man nur noch auf die Einwilligung des bischöflichen Ordinariats in Augsburg, dann konnte am 28. November 1871 die feierliche Einweihung der Kapelle zu Ehren der Heiligen Wendelin und Martin erfolgen. Nach einer groß angelegten Renovierung in den Jahren 1983/84 wurde im Jahr 2007 eine weitere Instandsetzung abgeschlossen. Am neugotischen Altar aus der Erbauungszeit finden sich in erster Linie Holzfiguren der beiden Kirchenpatrone.
Bemerkenswert sind zudem ein Hl. Sebastian des späten 16. Jahrhunderts, der aus der Bühler Stephanuskirche stammt, sowie eine Glocke von 1685 aus der abgebrochenen Wendelinskapelle mit Wappen der Herrschaft Königsegg. Ein noch 1939 bezeugtes Verkündigungsbild des aus Bühl stammenden Malers Johann Georg Grimm ist verschollen. Die Kapelle wird von der Pfarreiengemeinschaft Immenstadt – Bühl – Rauhenzell (Dekanat Sonthofen) betreut.